# Castello di Cancellara
Il castello di Cancellara si trova nel comune di Cancellara ed è il monumento simbolo di questo piccolo borgo lucano. Dal 2014 è sede della sezione Basilicata dell'Istituto italiano dei castelli.

## Storia
Risale al XV secolo il primo documento che menziona in maniera esplicita il castello di Cancellara: in quel periodo il feudo è di proprietà del re Ferdinando I di Napoli detto Ferrante e di suo figlio Federico I di Napoli e viene da loro venduto cum castro, seu fortilitium alla famiglia dei Sambiase o Sanbasile.
Prima di questa data alcuni documenti testimoniano, pur senza fare esplicito riferimento al castello, l'esistenza del feudo e dell'abitato di Cancellara: il barone Eustachio Santoro ne è proprietario nel 1198; nel periodo Svevo i cancellaresi sono tenuti, insieme ad altri, alla manutenzione del castello di Acerenza; nel 1272 Carlo I d'Angiò concede il feudo ai De Beaumont.
Dopo i Sanbasile altri passaggi di proprietà, a causa di vendite o donazioni, interessano il castrum Cancellarie. Tra le famiglie dei proprietari ci sono i D'Afflitto, i Caracciolo, i Carafa, gli Orsini. Nel 1604 è di proprietà di Marino Caracciolo e di sua moglie Ippolita Pappacoda i quali proprio al suo interno, nella camera nuova, stipulano l’atto di donazione della chiesa dell’Annunziata e dei terreni annessi ai frati minori osservanti affinché vi costruiscano un convento.
Il rovinoso terremoto del 1694 lo danneggia rendendolo diruto. Nel 1806 è in parte adibito a carcere e diventa teatro di una rocambolesca evasione; nei decenni successivi la rocca su cui è edificato subisce frane, alluvioni e terremoti. Nel 1820 il palazzo è definito "in gran parte crollante" e viene messo all’asta dai familiari del Barone Riccardo Candido, appena deceduto. Sarà acquistato da don Giambattista Ianniello ed abitato dai suoi eredi fino a quando i vari proprietari hanno dovuto abbandonare e cedere il castello al Comune poiché dal 1982 è vincolato ai sensi della legge 1089 del 1-6-1939.

## Architettura
Il castello, realizzato in pietra calcarea, si sviluppa su tre livelli ed è composto da diversi corpi di fabbrica intorno a due cortili interni. Le tipologie di tessitura muraria sono diverse in relazione al periodo di realizzazione: gli elementi più antichi presentano una muratura in pietrame di forma irregolare, invece conci sbozzati in maniera grossolana e muratura mista di ciottoli e pietrame o blocchi più squadrati sono stati utilizzati per le successive aggiunte
Il castello conserva ancora gli elementi architettonici tipici delle fortificazioni medievali che si trasformano in base ai cambiamenti sociali ed alle esigenze abitative. All'originario torrione, probabilmente edificato dai Normanni, durante il XV secolo si aggiunge il castello/residenza del feudatario, trasformato poi tra il XVI secolo ed il XVIII secolo, prima in palazzo baronale, poi frazionato ed infine, nel XIX e XX secolo adibito a carcere, scuola, abitazione privata.
Il prospetto nord mostra ancora alcuni dei caratteri difensivi originari (il maschio, la muratura a scarpa e le feritoie, la torre semicircolare ed il cammino di ronda a raccordo). Nei pressi del torrione quadrangolare c'è l’ingresso principale, un Portale che conserva importanti particolari architettonici, piccoli archi e mensole in pietra su cui poggiava il cammino di ronda e la merlatura, e che affaccia sul cortile e sulla gradinata di accesso. Qui ci sono i locali destinati alle residenze nobiliari, le stalle, e la corte centrale, da cui è possibile accedere a tutti gli ambienti, dal piano seminterrato alle torri, dal camminamento alla cappella. Quest’ultima è riferibile alla camera nuova dell’atto di donazione ai frati minori osservanti, un corpo di fabbrica aggiunto negli ultimi anni del XVI secolo sul lato ovest. La facciata sud rappresenta invece in maniera evidente la trasformazione seicentesca in palazzo baronale: ampie finestre sulla facciata, insieme ad una grande apertura ad arco, le buche pontaie e la colombaia. Frequenti frane lungo il versante meridionale della collina del castello hanno reso indispensabile la realizzazione di un muraglione a contenimento, alto circa 40 metri ed articolato su tre gradoni che rimarca, dai primi decenni del ‘900, la mole della fortezza rispetto al piccolo centro storico.
Il terremoto del 1930 causò il crollo dell'ultimo piano del torrione normanno (molto probabilmente a causa della realizzazione, due anni prima, di un balcone) ricostruito di recente durante i lavori di restauro, come previsto dal progetto originario; lo stesso progetto prevede anche la ricostruzione di una parte dell'ultimo livello del palazzo, demolito dopo il Terremoto dell'Irpinia del 1980.

## Leggende
Le principali leggende trasmesse oralmente sono: 
- Chioccia con pulcini d’oro (numero imprecisato), nascosta in una delle stanze del castello e mai ritrovata. Il motivo è ampiamente utilizzato dai Longobardi (cfr. Chioccia con i pulcini di Teodolinda, mirabile opera di Oreficeria longobarda, composto esattamente con gli stessi elementi, la chioccia ed i pulcini.
- Passaggio segreto di fuga, fino alla Fiumara di Cancellara, giù a valle. L’imbocco del cunicolo è identificato dalla popolazione in corrispondenza di due luoghi in particolare all’interno del maniero.
- Il castello si compone di 365 Stanze. Qualcuno ha provato a contarle ma senza riuscire a raggiungere questo numero.
- Munacidd “Non andare lì, c'è u munacidd” classico spauracchio per bambini. I più coraggiosi escogitavano piani per avvicinarlo e vederlo, forti dell’aver colto dalle descrizioni degli adulti la sua natura più dispettosa che cattiva. Da alcuni la sua presenza è associata al pozzo della cisterna, probabilmente per non farli avvicinare ad un luogo potenzialmente pericoloso ma non protetto.

## Curiosità
La mole del castello e la rupe su cui è stato edificato sono ben in evidenza nell'affresco raffigurante una veduta di Cancellara conservato nel salone degli Stemmi dell'episcopio di Matera.
È stato realizzato un documentario sul castello di Cancellara, focalizzato sulla memoria popolare della comunità cancellarese ad esso legata, dal titolo Ricordi di Pietra.

## Accessibilità
Il castello è parzialmente accessibile con sedia a rotelle.